# Prawdopodobieństwo obiektywne
Prawdopodobieństwo obiektywne – interpretacja teorii prawdopodobieństwa, według której wartość prawdopodobieństwa danego zdarzenia jest granicą stosunku liczby "sukcesów" do liczby "losowań".

## Definicja
W tym ujęciu o prawdopodobieństwie możemy mówić tylko wtedy gdy dotyczy ono dobrze zdefiniowanych eksperymentów losowych. Zbiór wszystkich możliwych wyników eksperymentu losowego nazywamy przestrzenią próbną tego eksperymentu (zbiór zdarzeń elementarnych). Zdarzenie jest zdefiniowane jako podstawowy podzbiór przestrzeni próbnej, który chcemy rozważać. Dla każdego zdarzenia jest tylko jedna z dwóch możliwości, zajdzie ono lub nie zajdzie. Częstość względna pojawiania się zdarzeń w liczbie powtórzeń eksperymentu jest miarą prawdopodobieństwa tego zdarzenia.
Prawdopodobieństwo, że zajdzie zdarzenie B pod warunkiem A (np. przedmiot A ma własność B) zapisujemy: 
{\displaystyle P(B|A)={\frac {n(AB)}{n(A)}}}
gdzie:
{\displaystyle n(AB)} – liczba przedmiotów A mających własność B, n(A) – liczba przedmiotów A (wszystkich).
{\displaystyle P(B|A)} będzie liczbą wymierną zawartą w przedziale od 0 do 1. {\displaystyle P(B|A)=0} oznacza zdarzenie niemożliwe a P(B|A) =1 oznacza zdarzenie pewne. Gdy zbiór zdarzeń elementarnych jest nieskończony, liczba n(A) jest nieoznaczona, zamiast niej należy użyć pojęcia miary.

## Wnioski
Interpretacja obiektywna bardzo ogranicza możliwość stosowania pojęcia prawdopodobieństwa. Mamy prawo rozpatrywać prawdopodobieństwo tego, że rzut monetą da taki a nie inny wynik, czy też że błąd pomiaru będzie mieścił się w danych granicach.
Nie wolno nam natomiast rozpatrywać prawdopodobieństwa zdarzeń nielosowych, na przykład problemu dla danego zestawu pomiarów danej wielkości, przykładowo średnicy Saturna, jaki jest rozkład prawdopodobieństwa, że rzeczywista średnica będzie taka a taka. Średnica ta nie jest losowa, a więc według tej interpretacji nie ma tu miejsca dla teorii prawdopodobieństwa. Albo kto wygra następne mistrzostwa świata w piłkę nożną? To również zdarza się tylko raz, bo sytuacja zmienia się zbyt drastycznie między kolejnymi mistrzostwami, żeby można było uznać, że to "to samo".
Nie zmienia to faktu, że narzędzia teorii prawdopodobieństwa były i są stosowane z powodzeniem do obu tych problemów. Wyniki tych oszacowań są tu jednak różne (choć bliskie) i zależą od przyjętego modelu, co jest nie do przyjęcia dla zwolenników interpretacji obiektywistycznej.

## Historia
Twórcami tej interpretacji prawdopodobieństwa byli między innymi Jerzy Neyman, Egon Pearson, którzy opisali zasady weryfikacji hipotez statystycznych. Inni, którzy wpłynęli na tę interpretacje to John Venn, R.A. Fisher, i Richard von Mises.